# This Is My Truth Tell Me Yours
This Is My Truth Tell Me Yours ist das fünfte Studioalbum der walisischen Rockband Manic Street Preachers. Es erschien am 9. September 1998.

## Bedeutung
Das am 9. September 1998 auf Virgin Records erschienene Album ist bis heute das kommerziell erfolgreichste der Band, unter anderem mit dem ersten Platz in den britischen Albumcharts. Es gewann den Brit Award 1999 in der Kategorie Bestes Album.
Das Album war das erste der Bandgeschichte, das komplett ohne Beteiligung von Richey James Edwards aufgenommen wurde. Bis zum 2004 veröffentlichten Lifeblood war es ebenso die am wenigsten rockige und am meisten vom Soul und einem gewissen musikalischen Pathos beeinflusste Veröffentlichung der Band, die verstärkt auf eingängige Melodien, sorgfältige Arrangements und breite Soundflächen setzt. Vor dem eher ruhigen musikalischen Hintergrund rückt James Dean Bradfields Stimme so stark in den Vordergrund wie auf keinem anderen Album. 
Der Albumtitel ist ein Zitat des äußerst populären ehemaligen walisischen Labour-Abgeordneten Aneurin Bevan.

## Titelliste
1. The Everlasting
2. If You Tolerate This Your Children Will Be Next
3. You Stole the Sun From My Heart
4. Ready for Drowning
5. Tsunami
6. My Little Empire
7. I’m Not Working
8. You’re Tender And You're Tired
9. Born a Girl
10. Be Natural
11. Black Dog on My Shoulder
12. Nobody Loved You
13. S.Y.M.M.

## Informationen zu einigen Liedern
The Everlasting
Als zweite Single am 30. November 1998 veröffentlicht. Der Titel stammt aus einem Gedicht des walisischen Dichters Patrick Jones. Der Song wurde auch in dem Film Was tun, wenn’s brennt? benutzt.
If You Tolerate This Your Children Will Be Next
Die erste Single, veröffentlicht am 24. August 1998. Die erfolgreiche Auskopplung beschäftigt sich vordergründig mit den internationalen Freiwilligen im Spanischen Bürgerkrieg und setzt deren Engagement in den Gegensatz zur weit verbreiteten politischen Apathie in den 1990ern.
Die Zeile „If I can shoot rabbits, I can shoot fascists, too“ stammt im Original von einem walisischen Bauern, der sich im Spanischen Bürgerkrieg den Internationalen Brigaden anschloss. Im Video zum Song ist kurz ein Sample der Internationalen, gespielt von einer Musicbox, zu hören. Das Video schließt mit den Worten „Great artists have no country“.
You Stole the Sun From My Heart
Als dritte Single am 8. März 1999 veröffentlicht. Die Textzeile „No real truce with my fury“ stammt aus dem Gedicht reflections des walisischen Dichters Ronald Stuart Thomas. 
Ready for Drowning
Der Song beschäftigt sich mit den Problemen walisischer Kultur in einer englisch dominierten Gesellschaft. Der Titel spielt zum einen auf das walisische Dorf Treweryn an, das 1965 in einem Staudamm versank, der die englischen Städte Liverpool und Birmingham mit Wasser versorgt. Zum anderen auf Alkoholismus in den sich depressive und identitätslose Menschen oft flüchten. Wahrscheinlich ist er auch eine Anspielung auf R. S. Thomas’ Gedicht reservoirs, das sich in einer sehr ähnlichen Manier mit dem Thema auseinandersetzt. Der Song enthält ein Sample des walisischen Schauspielers Richard Burton aus dem Film Der Schrecken der Medusa (1978): „I will bring the whole edifice down on their unworthy heads“
Tsunami
Wurde als vierte und letzte Single am 5. Juli 1999 veröffentlicht. Der Song beschäftigt sich mit den Zwillingen June und Jennifer Gibbons, die in ihrer Jugend beschlossen, nicht mehr zu reden, ein dementsprechend schwieriges und zurückgezogenes Leben führten und ihre Kommunikation nach außen vor allem mit Hilfe von Gedichten aufrechterhielten. Er spielt damit auch auf die Situation zwischen Texter Nicky Wire und Richey James an, die künstlerisch wie persönlich als untrennbare Zwillinge galten, und nachdem James’ Verschwinden wie ein Tsunami über Wire kam, musste dieser wieder lernen, alleine zu arbeiten, wie June wieder anfing zu reden, nachdem Jennifer gestorben war.
Born a Girl
Das Lied beschäftigt sich mit den geschlechtlichen Identitätsproblemen des Texters Nicky Wire („Yes I wish I had been born a girl/ And not this mess of a man“).
Black Dog on My Shoulder
Das Lied handelt von Depressionen. Der Titel stammt von Winston Churchill, der in seinem Tagebüchern seine Depressionen beschrieb als ein Schwarzer Hund, der auf seiner Schulter säße. Die Zeile „Like Carlito's Way there are no exit signs“ spielt auf den Film Carlito’s Way an, in der ein ehemaliger Gangster ein bürgerliches Leben beginnen will, aber uneinholbar von seiner Vergangenheit eingefangen wird. Es gibt im Film keinen Ausweg für ihn.
S.Y.M.M. (South Yorkshire Mass Murderer)
Der Text greift die Unfähigkeit der Polizei an, die zur Tragödie im Hillsborough-Stadion von Sheffield führte. Bei einem Fußballspiel zwischen dem FC Liverpool und Nottingham Forest starben 1989 96 Menschen wahrscheinlich deshalb, weil die Polizei unfähig war, den Andrang der Fans zu beherrschen, und es zu einer Massenpanik kam. Allerdings wurde keiner der diensthabenden Polizisten je angeklagt oder verurteilt. Der im Song ebenfalls angesprochenen Jimmy McGovern drehte 1996 eine Dokumentation zum Thema.

## Singles
Vom Album wurden vier Singles ausgekoppelt, die alle die Top 20 der britischen Charts erreichten.

### If You Tolerate This Your Children Will Be Next
CD 1
1. If You Tolerate This Your Children Will Be Next
2. Prologue To History
3. Montana / Autumn / 78

CD 2
1. If You Tolerate This Your Children Will Be Next
2. If You Tolerate This Your Children Will Be Next (Massive Attack Remix)
3. If You Tolerate This Your Children Will Be Next (David Holmes Remix)

### The Everlasting
CD 1
1. The Everlasting
2. Black Holes For The Young
3. Valley Boy

CD 2
1. The Everlasting
2. The Everlasting (Deadly Avengers Remix)
3. The Everlasting (Stealth Sonic Orchestra Remix)

### You Stole The Sun From My Heart
CD 1
1. You Stole The Sun From My Heart
2. Socialist Serenade
3. Train In Vain (Live)

CD 2
1. You Stole The Sun From My Heart
2. You Stole The Sun From My Heart (David Holmes Remix)
3. You Stole The Sun From My Heart (Mogwai Remix)

### Tsunami
CD 1
1. Tsunami
2. Buildings For Dead People
3. A Design For Life (Video)

CD 2
1. Tsunami
2. Tsunami (Cornelius Version)
3. Tsunami (Electron Ray Tube Mix by Stereolab)

## Kommerzieller Erfolg

### Chartplatzierungen
| ChartsChartplatzierungen     | Höchstplatzierung | Wochen |
| ---------------------------- | ----------------- | ------ |
| Deutschland (GfK)            | 27 (19 Wo.)       | 19     |
| Österreich (Ö3)              | 20 (7 Wo.)        | 7      |
| Schweiz (IFPI)               | 47 (1 Wo.)        | 1      |
| Vereinigtes Königreich (OCC) | 1 (74 Wo.)        | 74     |

| ChartsJahrescharts (1998)    | Platzierung |
| ---------------------------- | ----------- |
| Vereinigtes Königreich (OCC) | 24          |

### Auszeichnungen für Musikverkäufe
| Land/Region                  | Auszeichnungen für Musikverkäufe (Land/Region, Auszeichnung, Verkäufe) | Verkäufe    |
| ---------------------------- | ---------------------------------------------------------------------- | ----------- |
| Europa (IFPI)                | Platin                                                                 | (1.000.000) |
| Finnland (IFPI)              | Gold                                                                   | 32.153      |
| Neuseeland (RMNZ)            | Gold                                                                   | 7.500       |
| Niederlande (NVPI)           | Gold                                                                   | 40.000      |
| Norwegen (IFPI)              | Gold                                                                   | 25.000      |
| Schweden (IFPI)              | Platin                                                                 | 80.000      |
| Vereinigtes Königreich (BPI) | 3× Platin                                                              | 900.000     |
| Insgesamt                    | 4× Gold · 5× Platin ·                                                  | 1.084.653   |